# Pomnik Adama Mickiewicza w Śmiełowie
Pomnik Adama Mickiewicza w Śmiełowie – pomnik upamiętniający pobyt Adama Mickiewicza w Śmiełowie w roku 1831.

## Opis

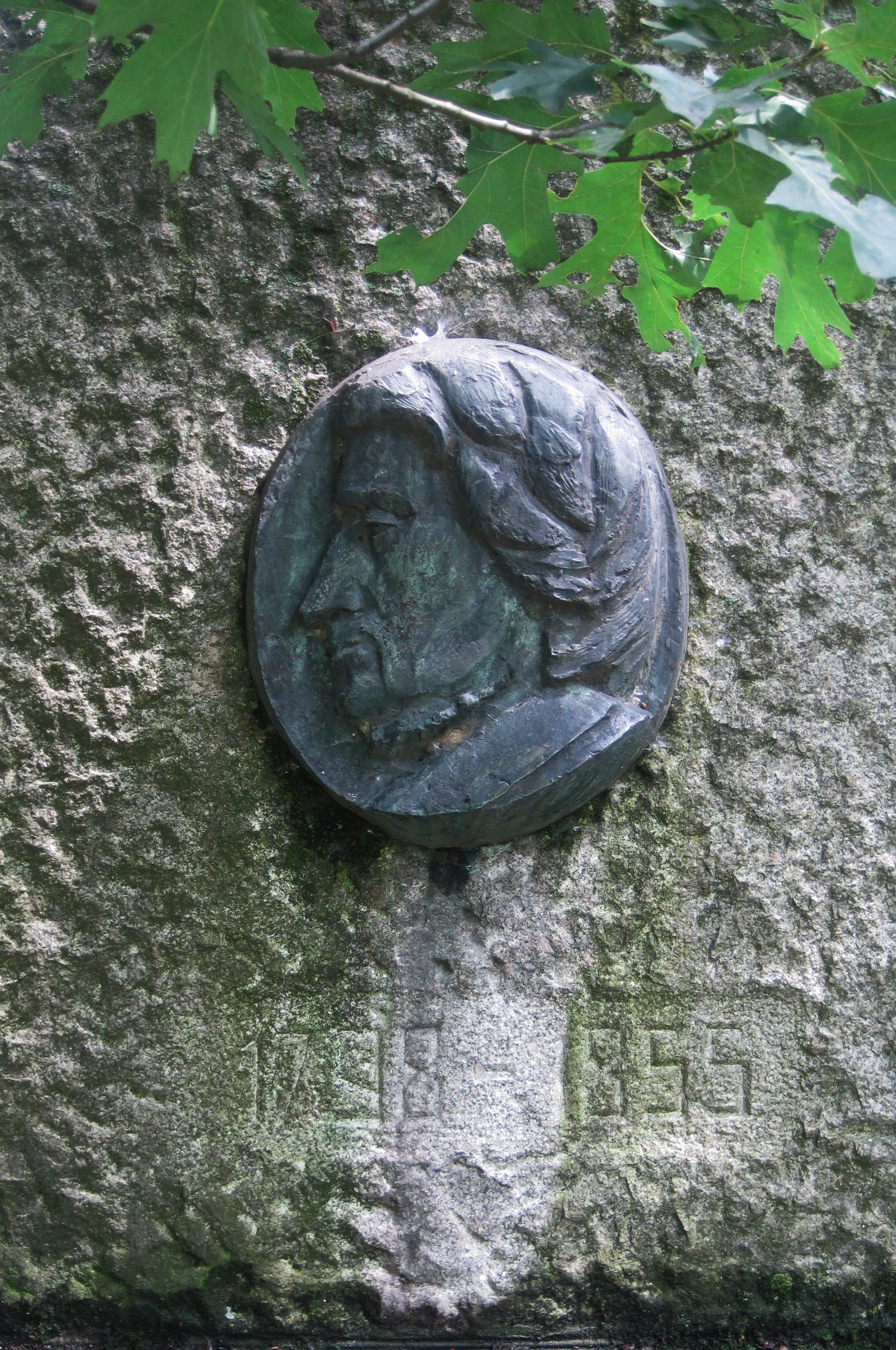
Medalion na pomniku Adama Mickiewicza w Śmiełowie.

Pomnik znajduje się w parku krajobrazowym w Śmiełowie, na prawym brzegu Starej Lutyni (dopływu Lutyni). Składa się z płaskiego postumentu i trzech ustawionych stopniowo granitowych bloków. Do jednego z bloków przytwierdzony jest metalowy medalion z profilem Adama Mickiewicza. Pod medalionem widnieją wyryte daty urodzenia i śmierci poety: 1798-1855. Autorem projektu był poznański artysta, Jerzy Sobociński, który z kolei wzorował się na stojącym w tym miejscu do roku 1940 pierwszym pomniku wieszcza. Uroczystość odsłonięcia zrekonstruowanego monumentu miała miejsce w maju 1970 roku. 

## Historia
Idea postawienia w Śmiełowie pomnika Adama Mickiewicza wiązała się z pobytem poety w miejscowości latem 1831 roku. Śmiełów, z racji swojego przygranicznego położenia, stanowił wówczas ważny punkt przerzutowy dla ochotników i emisariuszy zmierzających z Wielkiego Księstwa Poznańskiego do ogarniętego powstaniem listopadowym Królestwa Polskiego. Jednym z nich był Adam Mickiewicz. Z nieznanych bliżej powodów, będących później przedmiotem różnych spekulacji, Mickiewicz nie przekroczył granicy (lub przekroczył ją na krótko) i nie połączył się z powstańcami. Pozostał w Śmiełowie jeszcze przez kilka tygodni sierpnia i września 1831 r., a następnie, na wieść o upadku Warszawy, powrócił w głąb Wielkopolski.

### Pierwszy pomnik (zniszczony)
Pobyt Mickiewicza w Śmiełowie był przez długie lata niechętnie wspominany, a nawet umyślnie tuszowany przez ówczesnych właścicieli Śmiełowa – rodzinę Gorzeńskich, a to ze względu na związane z tym kontrowersje (romans Mickiewicza z zamężną siostrą Gorzeńskiej – Konstancją Łubieńską). Sytuacja zmieniła się dopiero po roku 1873, kiedy to właścicielem majątku został hr. Zygmunt Gorzeński. Hrabia zapoczątkował w Śmiełowie kult Mickiewicza (m.in. poprzez odsłonięcie tablicy pamiątkowej w pałacu), rozwinięty następnie przez kolejnych właścicieli majątku śmiełowskiego – Józefa i Marię Chełkowskich. Państwo Chełkowscy podjęli decyzję o wystawieniu w parku pomnika upamiętniającego pobyt poety w miejscowości.
Wybór lokalizacji pomnika wiązał się z tradycją mickiewiczowską, według której poeta miał w tym miejscu zasadzić wyrwany przez wichurę młody dąbek (rósł on do roku 1922 lub 1924). Na wieść o upadku Warszawy we wrześniu 1831 r., Mickiewicz, wskazując ów powalony na ziemię dąbek, nawiązał do losu Polski słowami:

Oto nasz obraz, ale jak w wielkim, tak i w małem nie traćmy nadziei. Ratujmy co się da i jak się da

Wydarzenie to upamiętnia tablica w pobliżu pomnika.
Pierwotnie budowę monumentu powierzono Marcinowi Rożkowi (autorowi pomnika Bolesława Chrobrego w Gnieźnie), jednak wybuch I wojny światowej, a następnie trudności finansowe stanęły na przeszkodzie realizacji projektu. Do pomysłu powrócono w roku 1931, a więc w przypadającą wówczas setną rocznicę wizyty Mickiewicza w Śmiełowie. Akt erekcyjny skompletowano 2 lipca 1931 r. W niszy fundamentu wmurowano kamień węgielny wraz z dokumentem i puszką monet będących aktualnie w obiegu. Treść dokumentu głosiła m.in.:

Działo się w ŚMIEŁOWIE roku Pańskiego 1931

W dniu 2-go lipca

Wznosimy pomnik Adamowi MICKIEWICZOWI

W STULETNIĄ ROCZNICĘ

Jego pobytu w Śmiełowie.

Ostatecznie projektantem medalionu został Władysław Marcinkowski. Na bloku wyryto daty 1831-1931 oraz dedykację: WIESZCZOWI CHEŁKOWSCY. Całość składała się z 9 bloków piaskowca śląskiego, pochodzącego z tej samej góry, z której pozyskiwano materiał do dekoracji siedziby Reichstagu w Berlinie.
Uroczystość odsłonięcia monumentu miała miejsce w dniu 18 października 1931 r. Według pierwotnych planów, aktu odsłonięcia miał dokonać zaprzyjaźniony z Chełkowskimi Ignacy Jan Paderewski (odwiedził Śmiełów w 1924 r.), jednak zły stan zdrowia nie pozwolił 71-letniemu Paderewskiemu uczestniczyć w ceremonii. W tym dniu, pomimo niesprzyjającej aury, przybyło do malutkiego Śmiełowa trzy tysiące gości, m.in. prosto z Paryża Genowefa Hryniewiecka (prawnuczka Mickiewicza) oraz hr. Roger Raczyński (wojewoda poznański), który dokonał odsłonięcia. Obchodom towarzyszyły przemówienia, muzyka, pieśni patriotyczne, złożenie kwiatów, deklamacje indywidualne i zbiorowe itp.
Pomnik Mickiewicza w Śmiełowie był wówczas jednym z czterech, jakie postawiono poecie w Wielkopolsce. Przetrwał do roku 1940, kiedy to wysadzili go w powietrze hitlerowcy (z rozkazu niejakiego Felkera). Jego pozostałości w postaci kamiennych bloków leżą porozrzucane w tym miejscu do dziś. Zachowały się fotografie pierwszego pomnika, eksponowane w Muzeum Adama Mickiewicza w Śmiełowie oraz publikowane w literaturze przedmiotu.

### Nowy pomnik

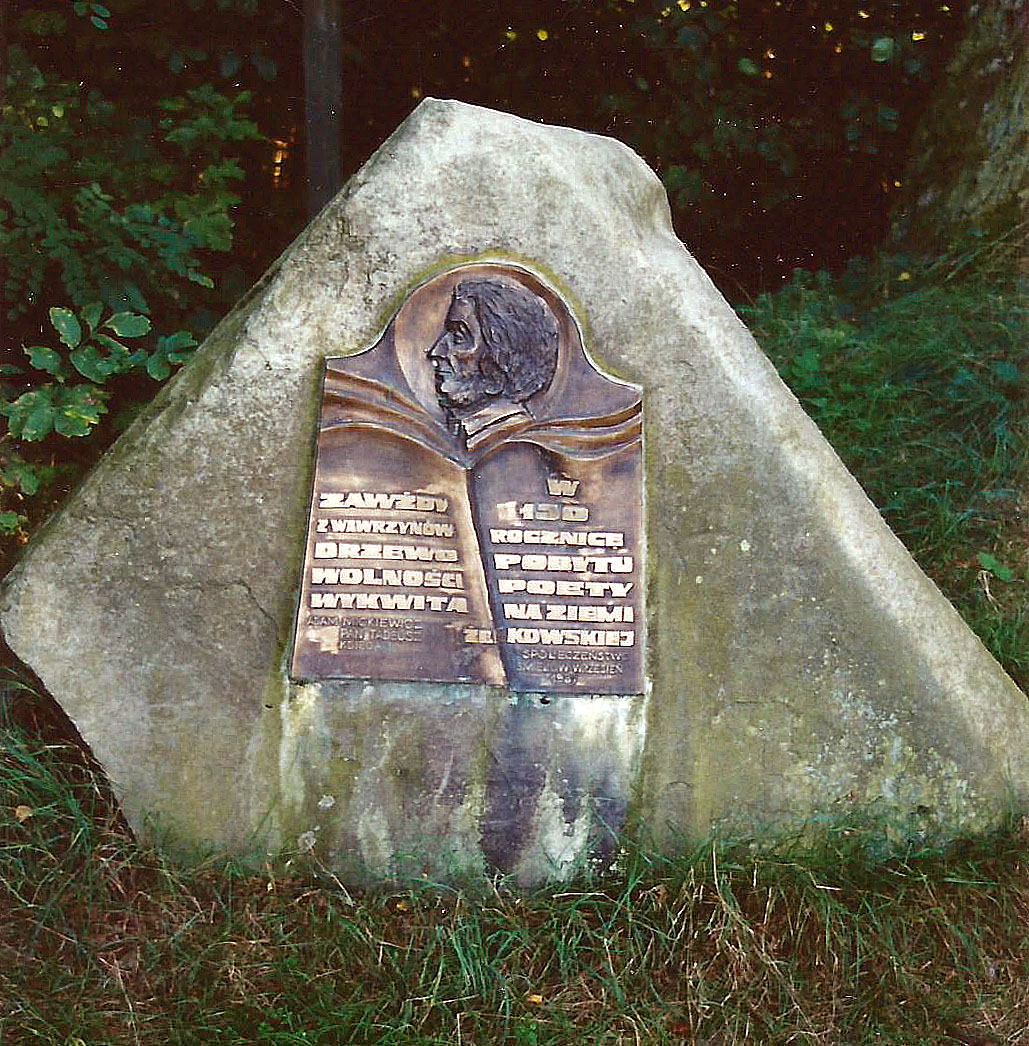
Pomnik Adama Mickiewicza koło Śmiełowa.

Współczesny monument pochodzi z 1970 roku. Projektantem medalionu był Jerzy Sobociński. Na jednym z fragmentów pierwotnego, zniszczonego pomnika zamontowano w roku 1998 (tj. w 200. rocznicę urodzin wieszcza) tablicę upamiętniającą „dąb Mickiewicza”, zasadzony – wedle tradycji – przez niego samego.

### Pomnik Adama Mickiewicza koło Śmiełowa
W pobliżu Śmiełowa, przy drodze łączącej Śmiełów z Paruchowem, ok. 300 m za mostkiem nad Lutynią, znajduje się jeszcze jeden pomnik poświęcony Adamowi Mickiewiczowi. Ma on formę głazu z przymocowaną tablicą upamiętniającą 150. rocznicę pobytu poety na Ziemi Żerkowskiej (tablica ta dwukrotnie padała łupem złodziei). Autorem projektu był Wiesław Andrzej Oźmina. Uroczystość odsłonięcia miała miejsce w dniu 20 września 1981 r.